# Un amico è così
Un amico è così è stato un programma televisivo italiano, prodotto da Endemol e trasmesso da Rai 1 nel 2011.
La puntata pilota, intitolata Ora... ci vorrebbe un amico, è andata in onda il 1º luglio 2011, senza ottenere il successo sperato.
Il 30 dicembre successivo è stata trasmessa, in prima serata, la prima ed unica puntata della prima edizione.
Nel programma, la cui conduzione del programma era affidata a Lorella Cuccarini, venivano intervistate persone che avevano avuto storie importanti, malattie e vite sofferte, cercando anche di farle sorridere e far vivere loro delle sorprese. I video "Lip Dub" erano realizzati dal regista Tommaso Agnese.
Il programma era sostanzialmente un mix tra C'è posta per te e Carràmba! Che sorpresa.

## Ascolti

### Ora... ci vorrebbe un amico
| Puntata | Data           | Telespettatori | Share  |
| ------- | -------------- | -------------- | ------ |
| 1       | 1º luglio 2011 | 2 238 000      | 11,23% |

### Un amico è così
| Puntata | Data             | Telespettatori | Share  |
| ------- | ---------------- | -------------- | ------ |
| 1       | 30 dicembre 2011 | 3 016 000      | 12,81% |